# Wetar (Sprache)
Wetar (Atauru, Wetaresisch, Raklu-Un, Raklu Un) ist eine malayo-polynesische Sprache, die auf den indonesischen Inseln Wetar und Liran (Lirang) und auf der zu Osttimor gehörenden Insel Atauro gesprochen wird. Hier wird die Sprache auch Atauru genannt.

## Grundlegendes
Wetar ist nahe verwandt mit Galoli und genauso wie diese eine der von der Verfassung anerkannten 15 Nationalsprachen Osttimors. Wetar wurde aber mehr als Galoli durch das Malaiische beeinflusst.

## Wetar
Auf Wetar werden fünf Dialekte gesprochen, die bei Ethnologue als eigene Sprachen aufgeführt werden:
- Aputai (Ilputih, Opotai, Tutunohan)[3] in den Dörfern Ilputih und Lurang an der Küste Wetars.
- Ili'uun (Iliun, Hahutau, Hahutan, Limera, Ilmaumau, Erai)[3] in den Dörfern Telemar, Karbubu, Klishatu, Ilmaumau, Erai (Eray), Nabar und Esulit am Westende Wetars und im Dorf Istutun auf der Insel Lirang.
- Perai (Tutunohan)[4] in den Dörfern Uhak und Moning an der Nordküste Wetars.
- Talur (Ilwaki, Iliwaki, Galoleng, Lir Talo, Ilmedu)[5] in den Dörfern Ilputih(a) und Ilwaki im südlichen Zentrum Wetars.
- Tugun (Tutunohan, Mahuan)[6] in den Dörfern  Mahuan, Masapun, Tomliapat, Ilpokil, Kahailin, Ilway und Arwala am Südostende Wetars.

## Osttimor

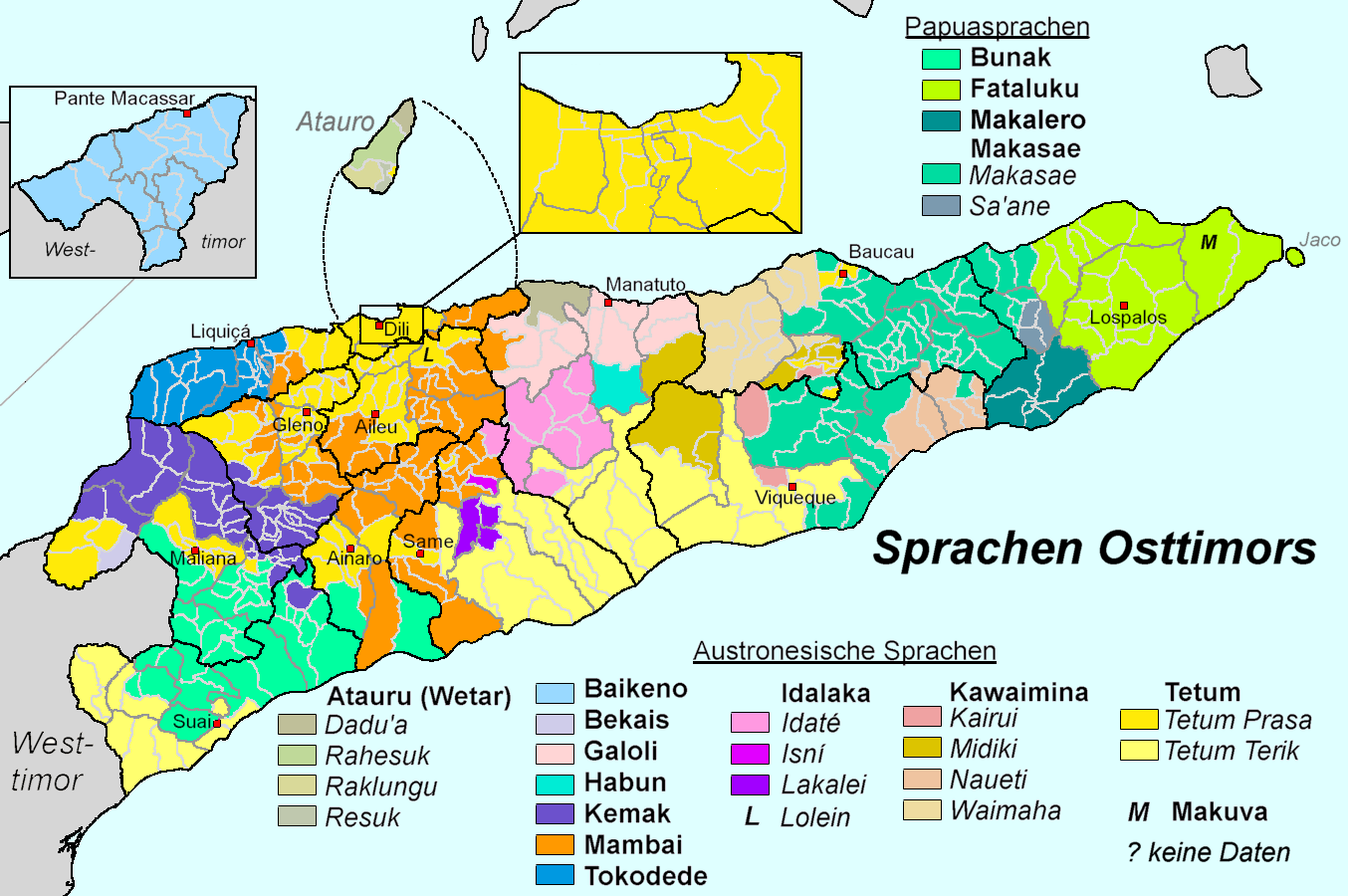
Die größten Sprachgruppen in den Sucos Osttimors.

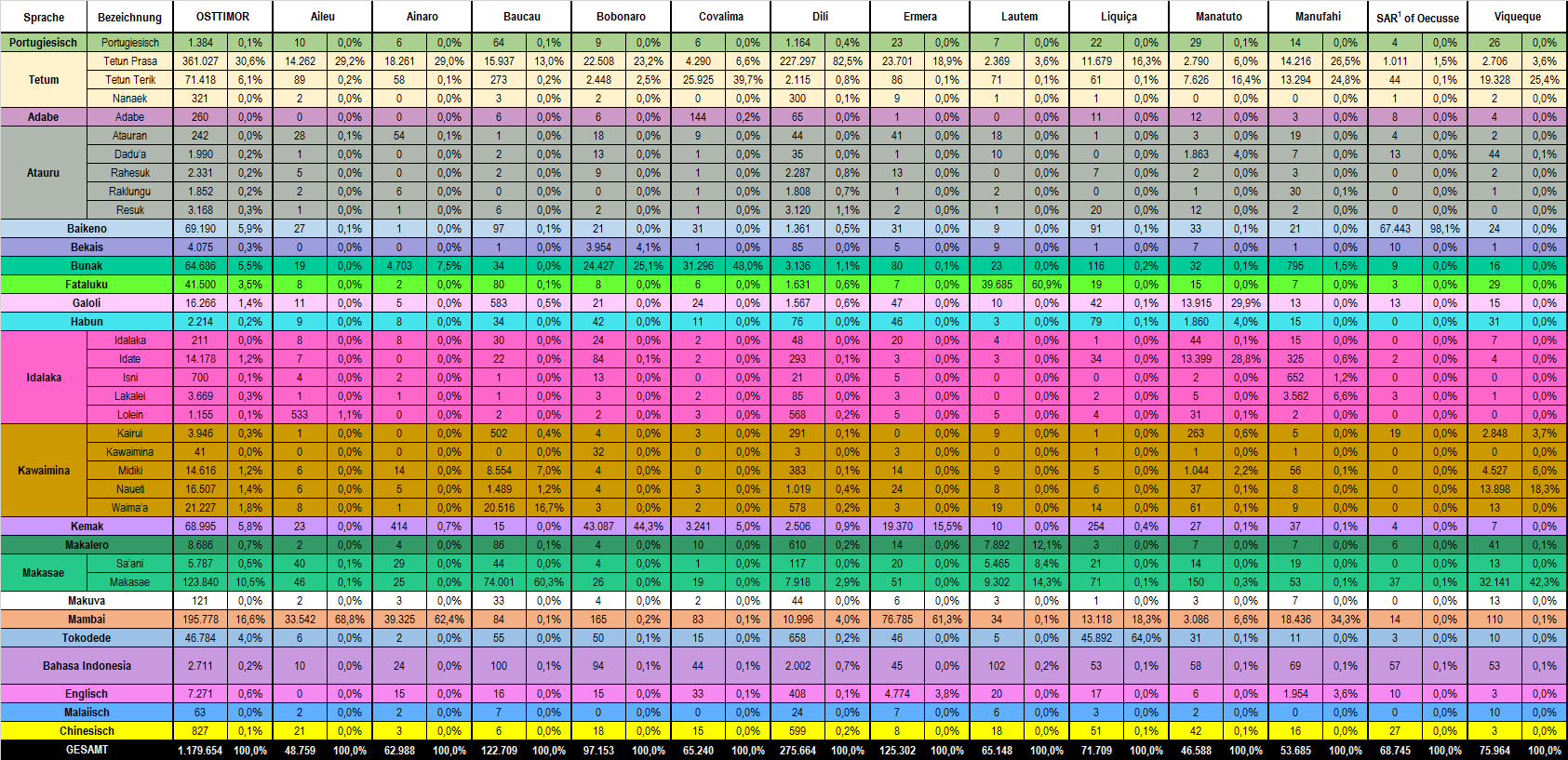
Anzahl der Sprecher der verschiedenen Sprachen in den einzelnen Gemeinden (Stand 2015).

Die Sprache Wetar wird in Osttimor als Atauru bezeichnet, nach der zu dem Land gehörenden Insel Atauro. Auf ihr werden drei ihrer Dialekte gesprochen: Rahesuk im Norden (2.331 Muttersprachler in ganz Osttimor), Resuk (Hresuk) im Südosten (3.168) und Raklungu im Südwesten (1.852). Ein vierter Dialekt, Dadu'a, wird in den Dörfern Ili-Mano und Behedan von 1.863 Nachkommen einer Gruppe von Bewohnern Atauros gesprochen, die in die Gemeinde Manatuto auf Timor ausgewandert sind. Weitere 35 Dadu'a-Sprecher leben in der Gemeinde Dili (insgesamt: 1.990 Dadu'a-Muttersprachler), viele von ihnen auf Atauro im Suco Biqueli. In Osttimor bezeichnen insgesamt 9.583 einen der Wetar-Dialekte als ihre Muttersprache.
Für Verwirrung sorgt Ethnologue, das die Papuasprache Adabe ebenfalls als Atauru bezeichnet, Raklu-Un als Synonym und die Sprecher auf Atauro ansiedelt. Nach den Volkszählungen leben Adabe-Sprecher aber zumeist auf der Insel Timor.
Die folgenden Karten geben den Anteil der Muttersprachler der verschiedenen Dialekte in den Sucos Osttimors an. Dabei orientierte man sich an den Eigenangaben der Befragten. Die Sammelbezeichnungen der Sprache Atauru wurde nur auf Timor, nicht aber auf Atauro verwendet.

Anteil der Muttersprachler der verschiedenen Dialekte in den Sucos Osttimors (Volkszählung 2010)
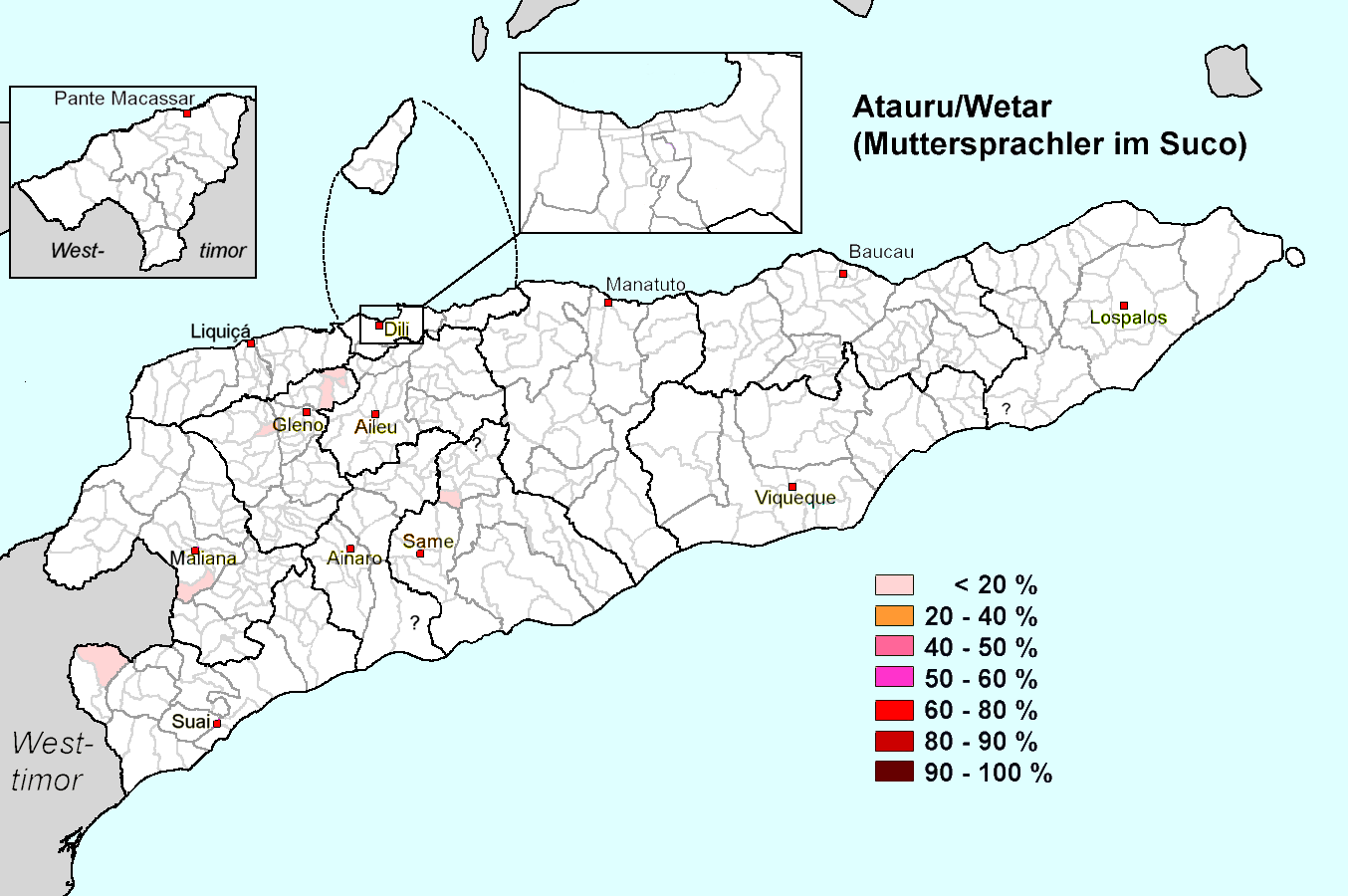
Atauru
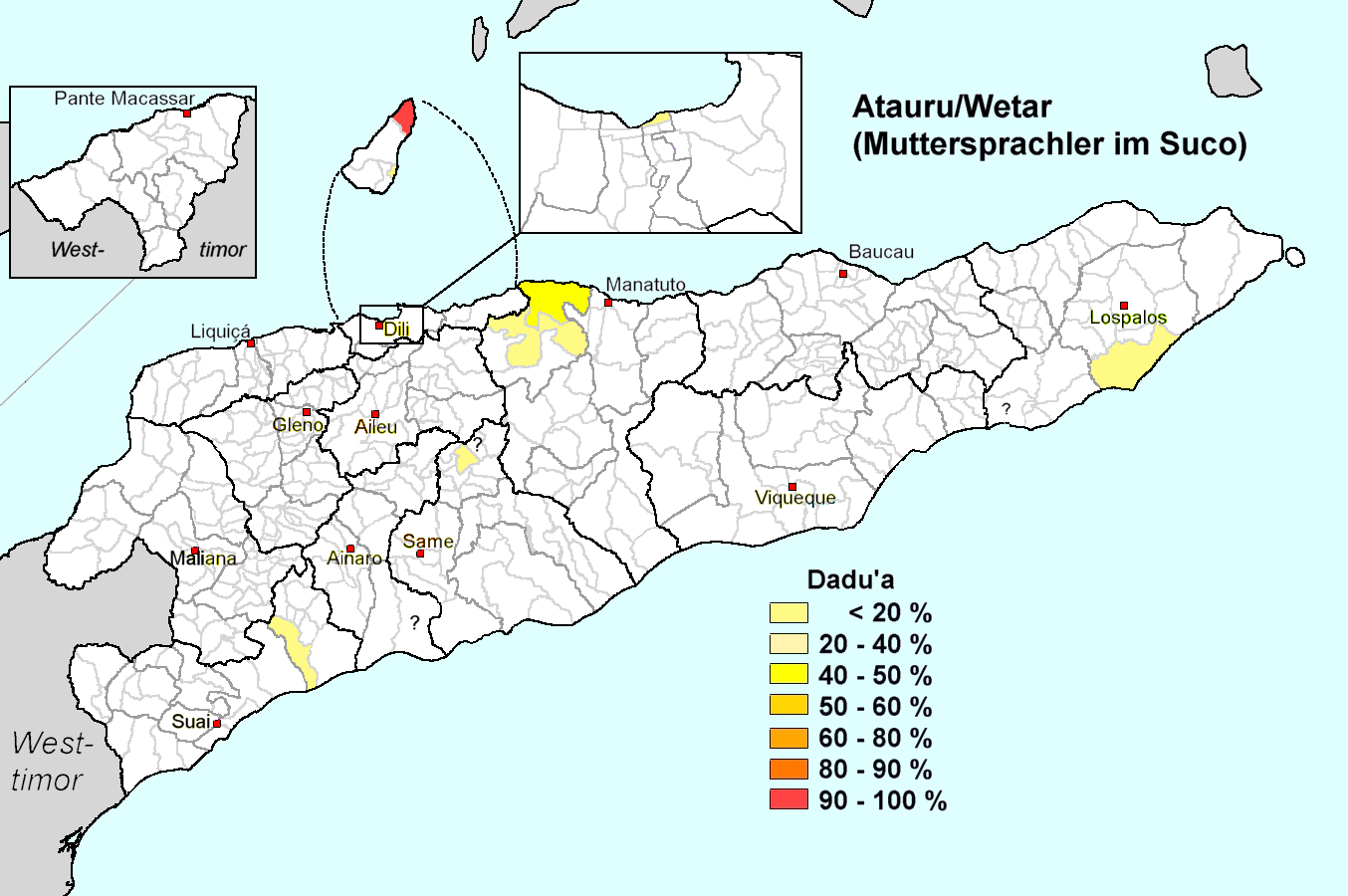
Dadu'a
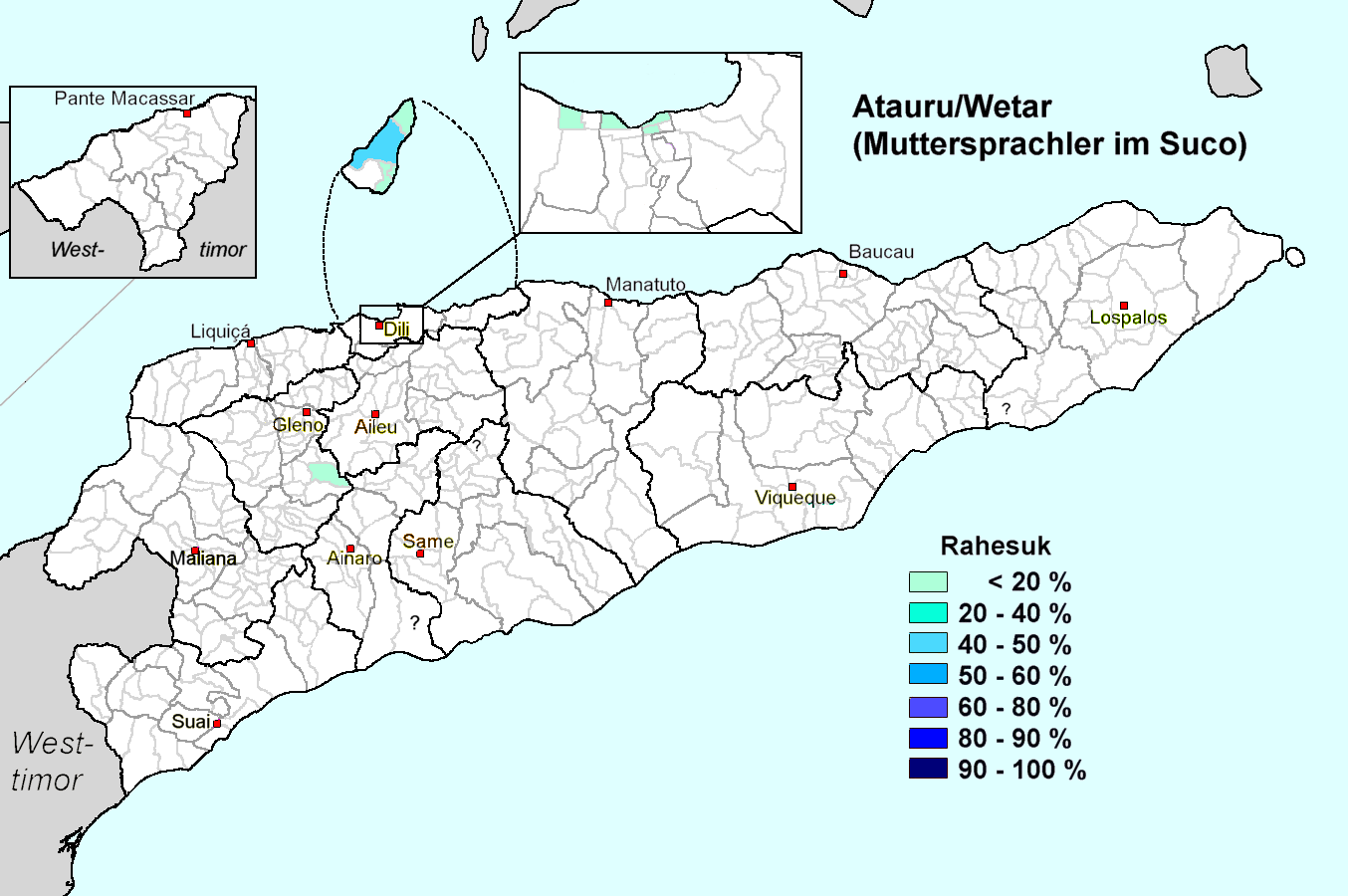
Rahesuk
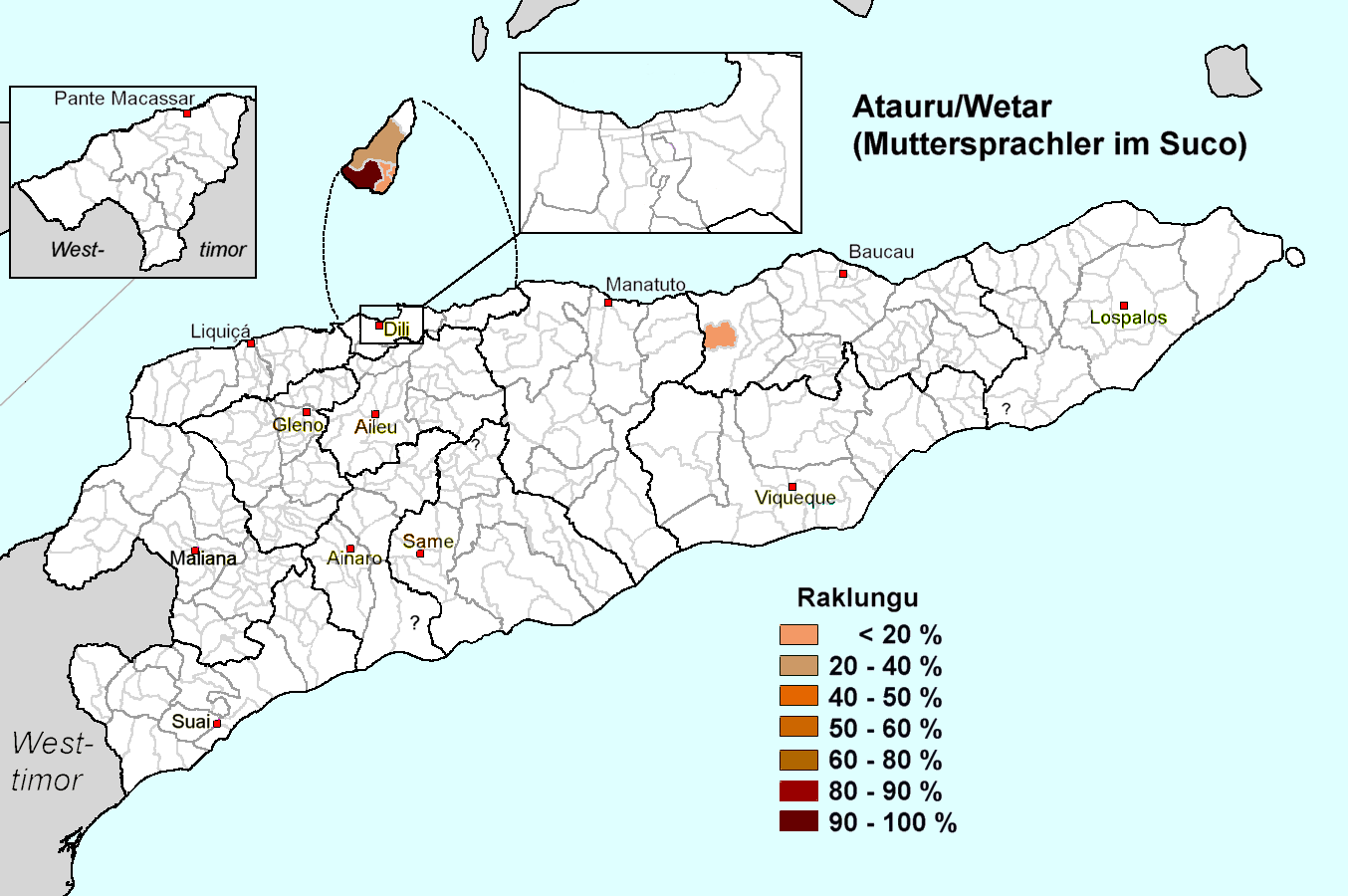
Raklungu
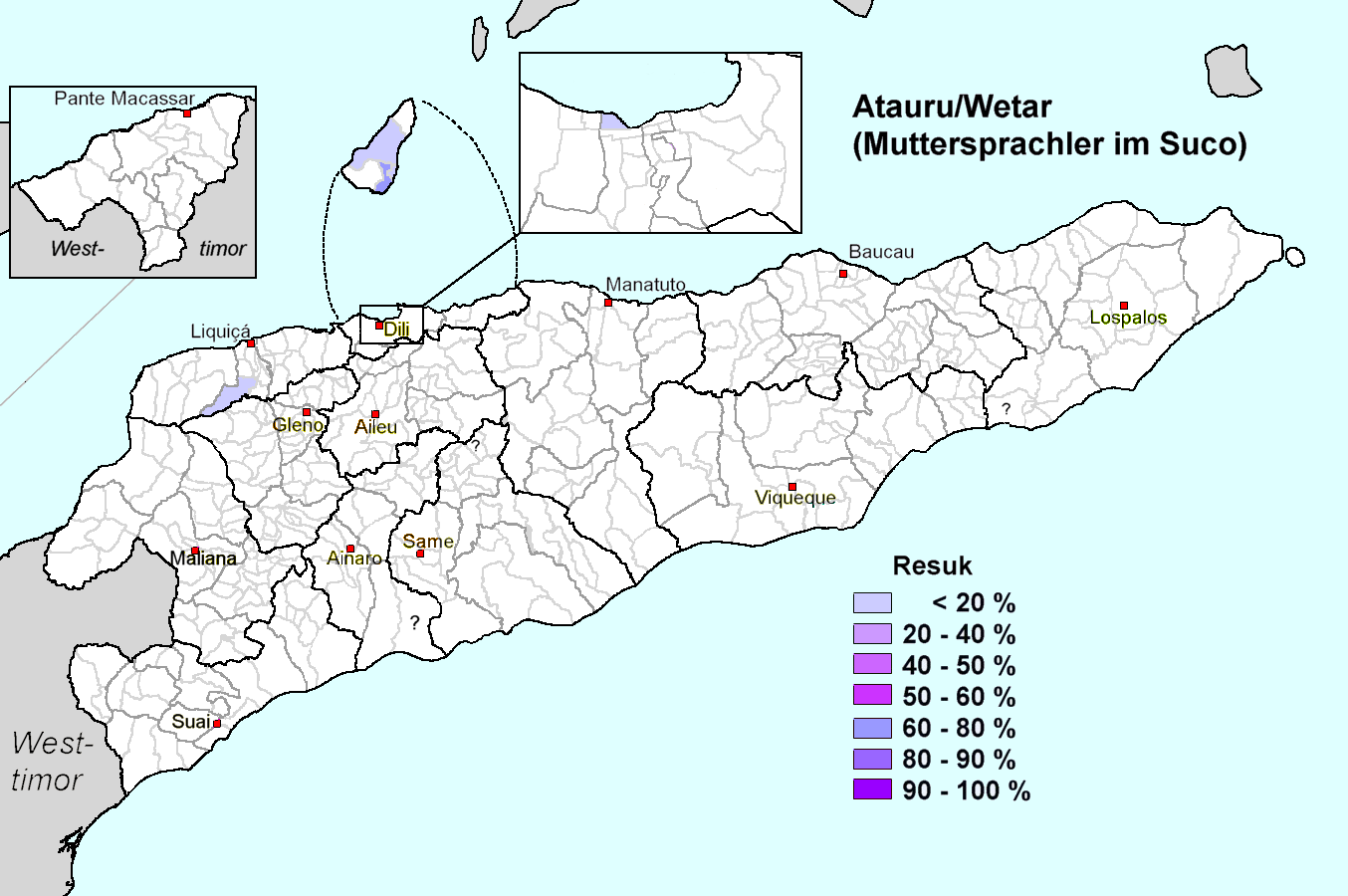
Resuk

## Sprachbeispiele
| Zahlen in den verschiedenen Dialekten auf Atauro |         |         |          |
| Zahl                                             | Rahesuk | Resuk   | Raklungu |
| 1                                                | iha     | hia     | hea      |
| 2                                                | barua   | harua   | herua    |
| 3                                                | batelu  | hatelu  | hetelu   |
| 4                                                | waa     | haát    | heát     |
| 5                                                | balima  | halima  | helima   |
| 6                                                | baneen  | haneen  | heneen   |
| 7                                                | baítu   | haítu   | heítu    |
| 8                                                | pawau   | ha'au   | he'au    |
| 9                                                | pasia   | hasé    | hesé     |
| 10                                               | sanulu  | sangulu | sengulu  |